# Jobsiade

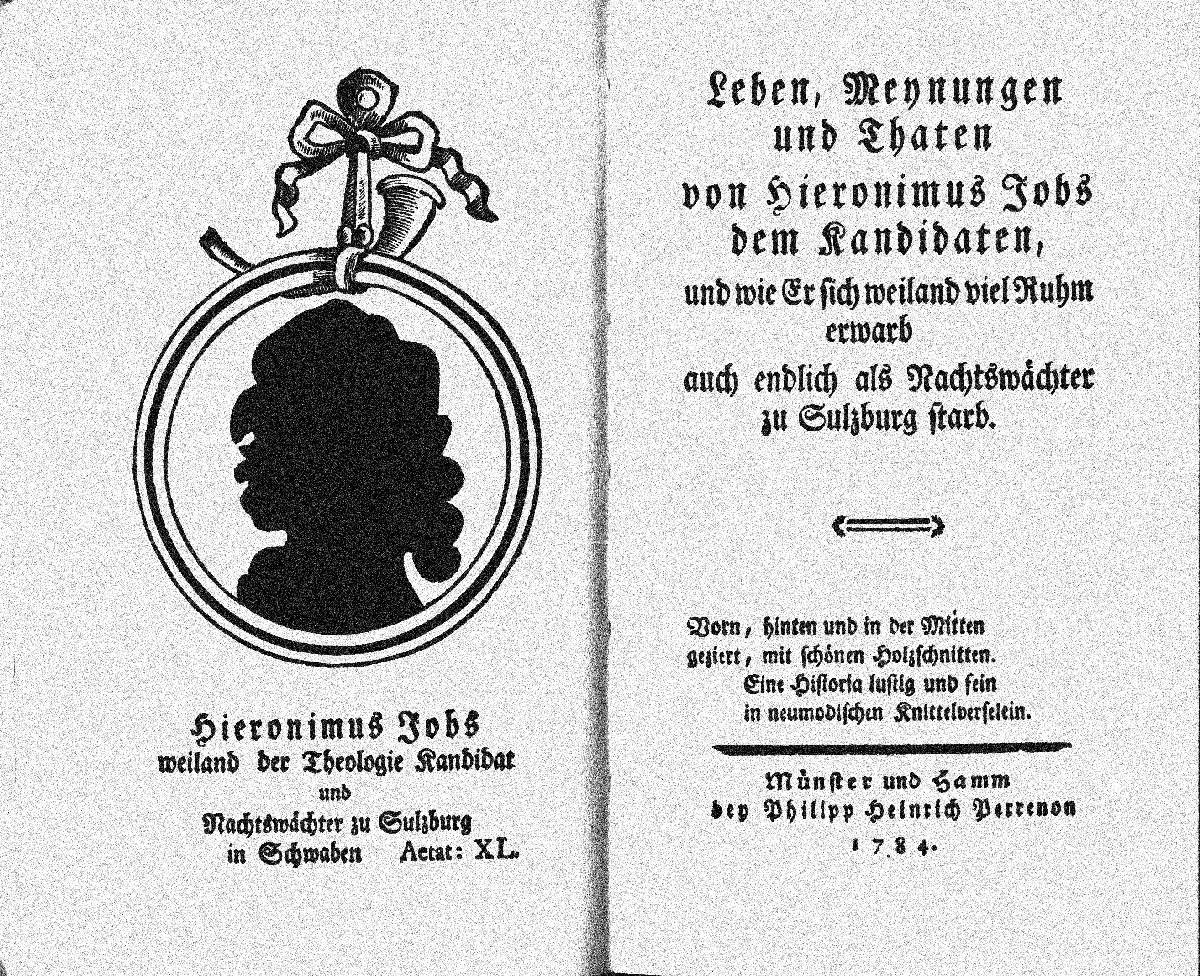
Titelseite der Erstausgabe 1784

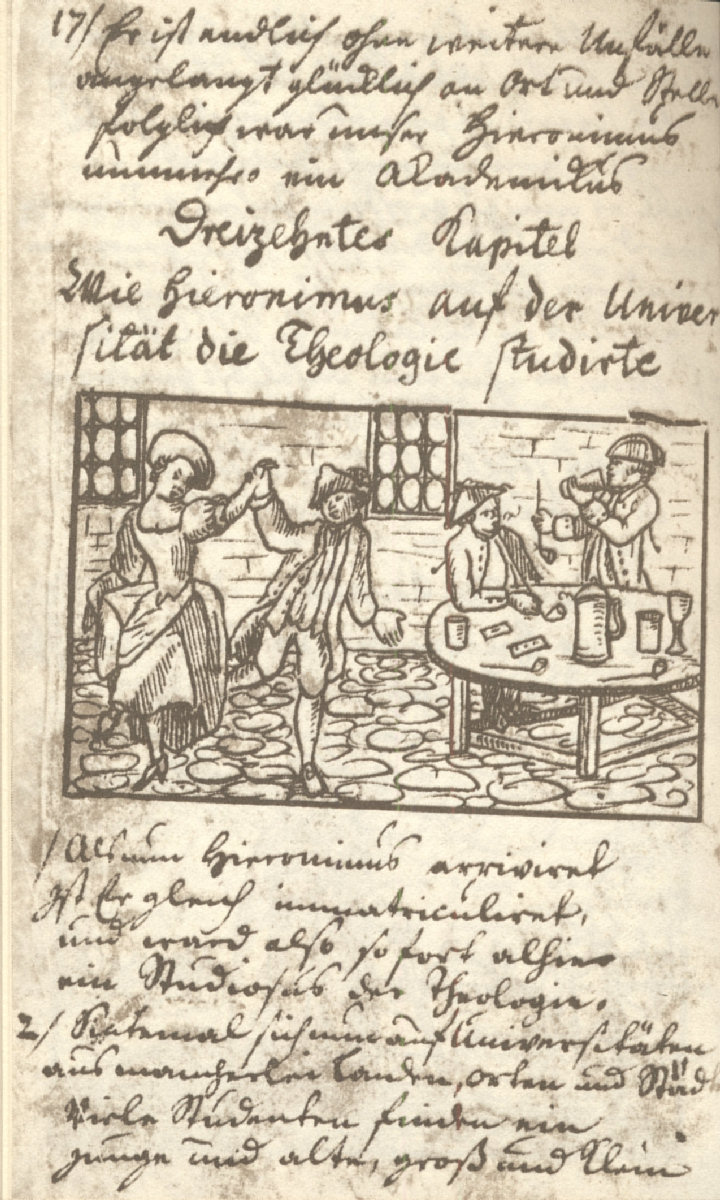
Manuskript

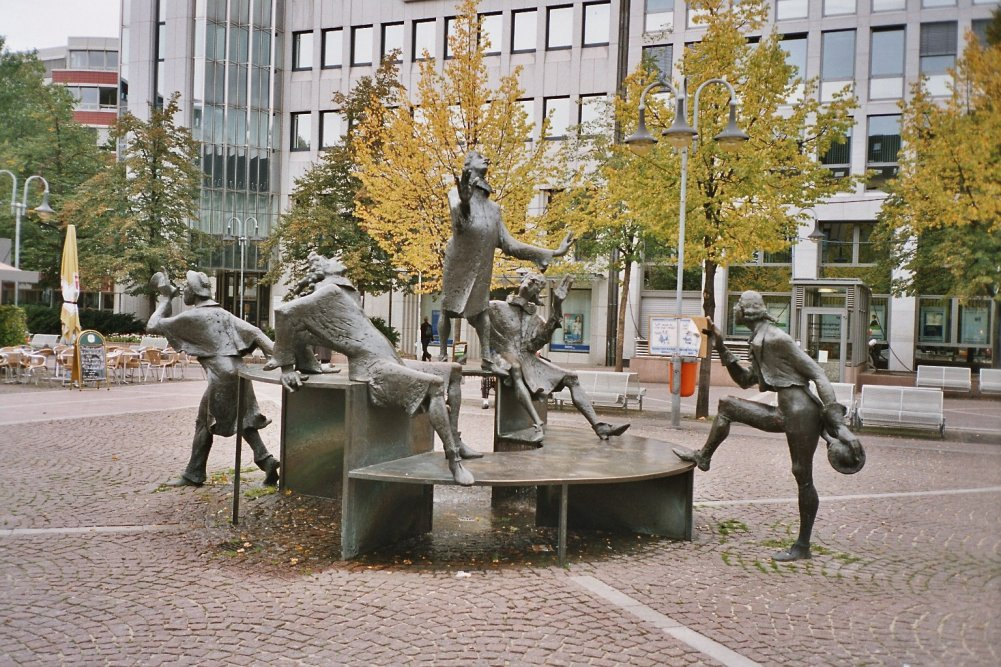
Die Prüfungsszene als Brunnen in Bochum

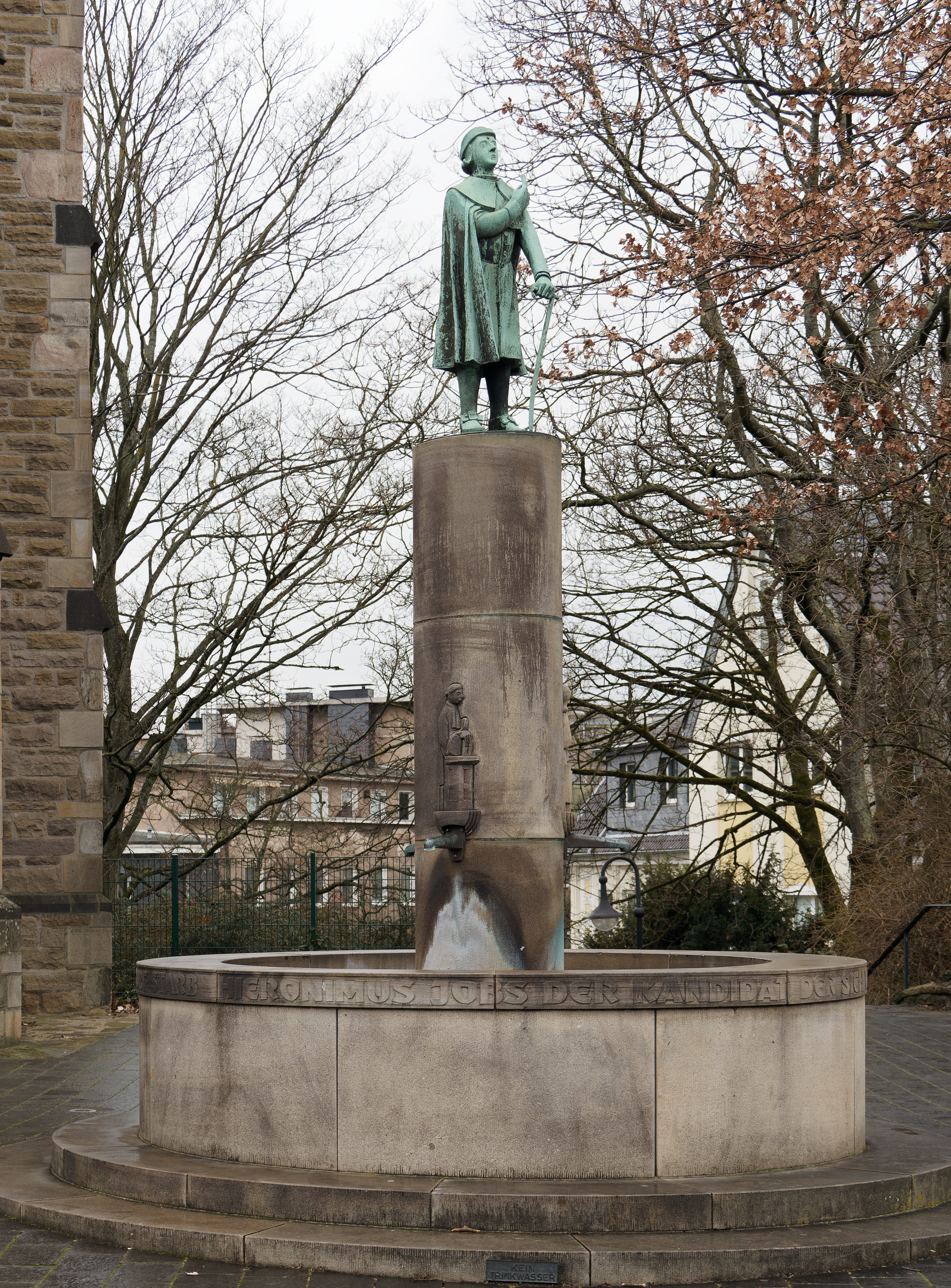
Kortum-Brunnen in Mülheim der Ruhr

Die Jobsiade ist ein literarisches Werk des Bochumer Bergarztes Carl Arnold Kortum (1745–1824).
Als komisches Heldengedicht ist es die dreiteilige Lebensbeschreibung des Hieronymus Jobs, eines  verbummelten Studenten  der Theologie; gleichzeitig eine Satire auf deutsches Spießertum und Studentenleben.
Der Protagonist scheitert in allen Lebenslagen. Diese absteigende Lebenslinie stand im Widerspruch zur allgemeinen Gefühlslage der Zeit, die von Aufbruch und Aufschwung gekennzeichnet war. 

## Satire
Die zeitgenössische Satire in Knittelversen dichtete Kortum in den Jahren 1783 bis 1784. Die Erstausgabe des Werkes erschien im Jahr 1784 unter dem Titel: Leben, Meynungen und Thaten von Hieronymus Jobs dem Kandidaten, und wie er sich weiland viel Ruhm erwarb auch endlich als Nachtwächter zu Sulzburg starb.
1799 erschien eine überarbeitete und um zwei Teile erweiterte Fassung unter dem Gesamttitel Die Jobsiade. Ein komisches Heldengedicht in drei Theilen, gedruckt im Auftrag der Dortmunder Buchhandlung der Gebrüder Mallinckrodt.
Im Todesjahr Kortums erschien die vierte Auflage der Jobsiade mit einem Frontispiz des Illustrators Johann Heinrich Ramberg.
Der Name Kortums jedoch blieb unbekannt, bis 1854 in der siebten Auflage beim Verlag F. A. Brockhaus statt „D. C. A. K.“ der volle Name „Dr. Carl Arnold Kortum“ genannt wurde.

## Bearbeitungen
Im Selbstverlag erschien 1806 „im Geschmack der Jobsiade“ von G. L. Martin Spitzbauch, ein satyrisch-comischer Roman in Versen. Die Jobsiade inspirierte Wilhelm Busch im Jahr 1872 zu den Bildern zur Jobsiade, einer Bildergeschichte, in der Busch den Text von Kortum in eigenen Versen zusammenfasste. Zuvor hat schon Johann Peter Hasenclever (1810–1853) mehrere Szenen des Stückes gemalt. Eine Fassung des Werks Hieronymus Jobs im Examen wurde von Ludwig I. erworben, eine andere gelangte in die Ausstellung der Düsseldorf Gallery in New York.
Wolfgang Jacobi komponierte 1931 eine Schuloper in 34 Nummern Die Jobsiade für Schulaufführungen. Der von der Deutschen Bank gestiftete Brunnen stellt vor deren Gebäude eine Prüfungsszene des Kandidaten Jobs nach: „Ueber diese Antwort des Kandidaten Jobses Geschah allgemeines Schütteln des Kopfes.“
Joseph Haas schuf nach der Textvorlage von Ludwig Andersen die Komische Oper Die Hochzeit des Jobs, in der allerdings Hieronimus Jobs als Jurist statt als Theologe auftaucht (Uraufführung 1944).
Die Jobsiade wurde mehrfach übersetzt. Eine niederländische Übersetzung von Ard Posthuma erschien 2007.

## Ausgaben
- Leben, Meynungen und Thaten von Hieronimus Jobs dem Kandidaten, und wie er sich weiland viel Ruhm erwarb auch endlich als Nachtswächter zu Sulzburg starb. [Verf.: Carl Arnold Kortum] Münster und Hamm 1784 (Digitalisat)
- Die Jobsiade. Ein komisches Heldengedicht in drei Theilen von Dr. Carl Arnold Kortum. Erster Theil. Dortmund 1799. (Digitalisat im Deutschen Textarchiv)
- Die Jobsiade. Ein komisches Heldengedicht in drei Theilen von Dr. Carl Arnold Kortum. F. A. Brockhaus, Leipzig 1854 (Digitalisat)
- Die Jobsiade. Ein komisches Heldengedicht in drei Theilen von Dr. Carl Arnold Kortum. F. A. Brockhaus, Leipzig 1868 (Digitalisat)